# مئیر دیزنگوف

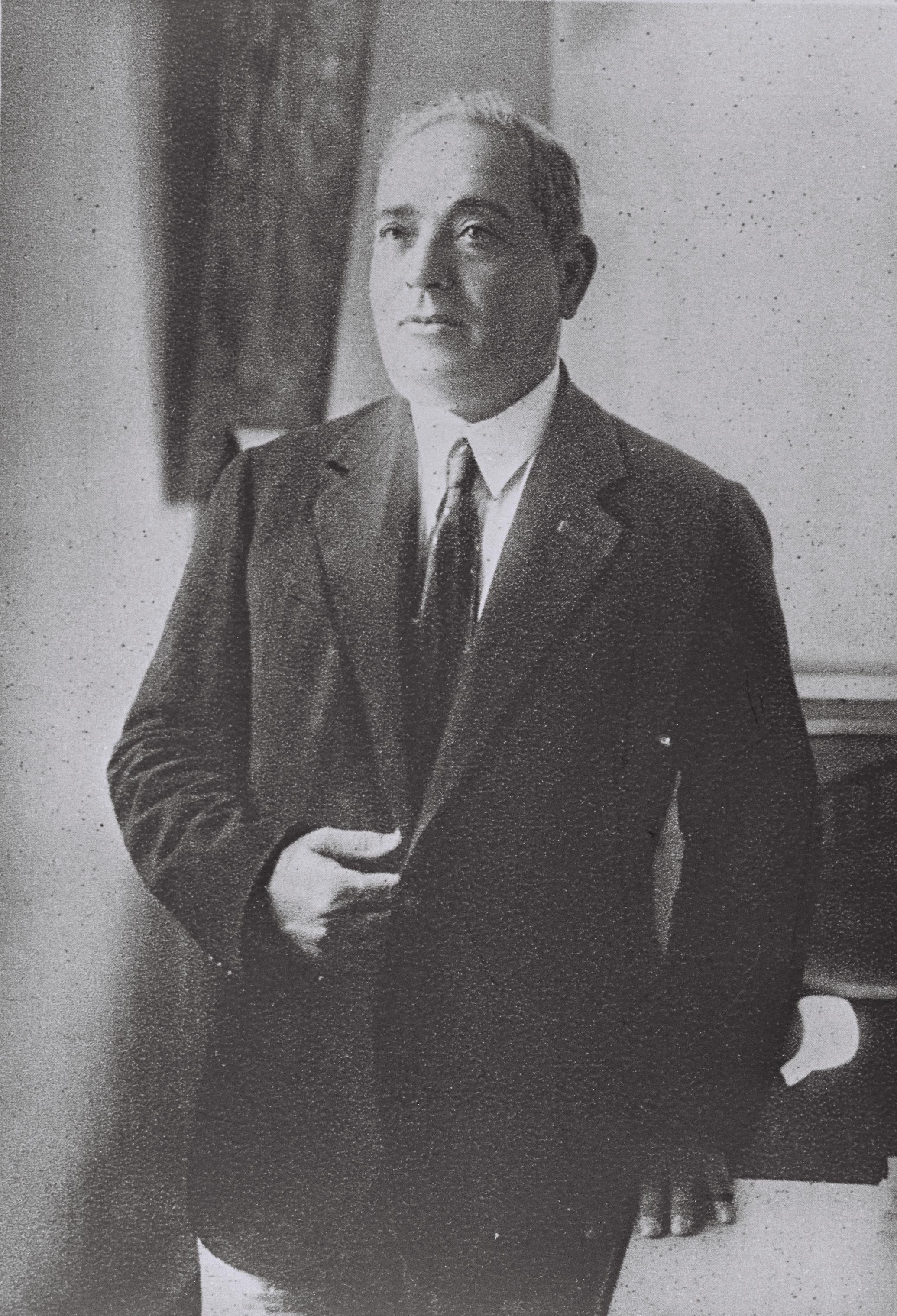
مئیر دیزنگوف

مئیر دیزنگوف (به عبری: מאיר דיזנגוף) (به روسی: Дизенгоф, Меир) (۲۵ فوریه ۱۸۶۱- ۲۳ سپتامبر ۱۹۳۶) فعال سیاسی صهیونیست و اولین شهردار شهر تل‌آویو بود.
وی دارای مدرک مهندسی شیمی و از دانش‌آموختگان دانشگاه سوربن فرانسه بود.
با همت وی در سال ۱۹۳۲ میلادی، موزه هنرهای زیبا تل‌آویو، در خانه شخصی‌اش تأسیس شد. مئیر دیزنگوف، در وصیت‌نامه‌اش، خانه‌اش را به مردم تل‌آویو هدیه کرد.
سال‌ها بعد، یعنی در تاریخ ۱۴ مه ۱۹۴۸ میلادی و هم‌زمان با پایان قیمومیت بریتانیا بر فلسطین، منشور استقلال اسرائیل، توسط اعضای مجمع موقت ملی اسرائیل، در خانه مئیر دیزینگوف به امضا رسید.
میدان دیزنگوف در تل‌آویو به‌افتخار وی نام‌گذاری شده‌است.